# جائزة الدوحة للكتابة الدرامية
جائزة الدوحة للكتابة الدرامية تعتبر الأُولى عربياُ في هذا المجال، جاء الإعلان للجائزة بعد تنظيم «ملتقى كتاب الدراما» بقطر، وفي ندوةٍ عن «الدراما العربية وآفاق التغيير الحضاري». الملتقى نظمته وزارة الثقافة والفنون في مايو 2019 بمشاركة نقاد وفنانين وكتاب من قطر والكويت وسلطنة عمان والاردن وفلسطين ولبنان والعراق والسودان والمغرب والجزائر وتونس وتركيا.

## قيمة الجائزة
تبلغ قيمة الجائزة 300 ألف دولار أمريكي، مقسّمة على ثلاث مجالات:
النّص المسرحي 100 ألف دولار.
السيناريو التلفزيوني 100 ألف دولار.
السيناريو السينمائي 100 ألف دولار.
بالإضافة إلى الشهادات والدروع. 

## شروط الجائزة
- أن يكون المتقدم للجائزة من القطريين أو غيرهم من الناطقين باللغة العربية.
- أن يكون الإنتاج المرشح في مجال واحد فقط من المجالات الثلاثة التالية: النص المسرحي، والسيناريو التلفزيوني، والسيناريو السينمائي.
- تقبل مشاركات المبدعين باللغة العربية الفصحى، ويمكن أن تكون لغة الحوار باللهجات المحلية، على أن تذيل المفردات الموغلة في المحلية بالشرح تسهيلا على لجنة التحكيم.
- أن يكون النص المرشح أصلياً، ولم ينتج أو يفز في مسابقة أخرى.
- ألا تكون على النّص أي حقوق لأي جهة من الجهات.
- أن يستجيب النص للقواعد الأساسية للكتابة الدرامية، ويتجنب المباشرة والأسلوب الوعظي.[4]

## الدورة الاُولى
بدأت الجائزة في استقبال الترشيحات للدورة الأولى، وذلك بعد أسابيع من إعلان قانونها وشروط الترشح لها، وحدد شهر سبتمبر من العام 2019م آخر موعد للترشح للجائزة، وجرى إعلان النتائج خلال شهر نوفمبر من العام 2020م وإعلان الدورة الجديدة في حفل توزيع الجوائز. بلغت الأعمال التي ترشحت للدورة الأُولى 819 مشاركة من 29 دولة.

## فائزون بالجائزة
- حلمي الأسمر، في نوفمبر 2020، عن عمله «العشب الأسمر».[6]
- عمر قرطاح، المغرب/ فئة السيناريو السينمائي عن سيناريو :«البحث عن جولييت»